# Mhlume
Mhlume é uma cidade de Essuatíni localizada no distrito de Lubombo.
A cidade possui uma refinaria de açúcar e plantações de cana na região.